# Joan Martínez Alier
Joan Martínez Alier (Barcelona, 6 de juny de 1939) és un economista català. És catedràtic d'Economia i Història Econòmica de la Universitat Autònoma de Barcelona.
Ha estat research fellow del St. Anthony's College d'Oxford i professor visitant a la FLACSO, a l'Equador. És autor d'estudis de temes agraris a Andalusia, Cuba i la serra del Perú, membre fundador de la Societat Internacional d'Economia Ecològica i de l'Associació Europea d'Economia Ambiental. Ha estat col·laborador freqüent de revistes alternatives (Cuadernos del Ruedo Ibérico, Bicicleta, Mientrastanto, Archipiélago), actualment dirigeix la revista Ecologia Política.
És autor de L'ecologia i l'economia, llibre publicat també en anglès, castellà, japonès i altres llengües, que s'ha convertit en una història clàssica de la crítica ecològica a la ciència econòmica.
Ha estat introductor de la historiografia ecològica als Països Catalans i políticament ha estat impulsor de l'ecologisme polític. Va ser candidat sense èxit pels Verds al Parlament Espanyol.
El 2021 fou guardonat amb el prestigiós Premi Balzan en la categoria de “Reptes ambientals: Respostes de les Ciències Socials i les Humanitats”.